# الحرة حواء بنت إبراهيم بن تيفلويت
الحرة حواء بنت إبراهيم بن تيفلويت أميرة مرابطية من قبيلة صنهاجة الأمازيغية، وهي بنت أخي يوسف بن تاشفين، وأخت الأمير أبو بكر بن إبراهيم المسوفي، والأميرة الحرة مريم بنت إبراهيم بن تيفلويت.

## صفاتها
كانت حواء خيرةً فاضلةً كريمةً، تقرأُ القرآنَ وتُحاضرُ الأدباء، وكَانَت مثل أُخْتهَا مريم فِي الصّلاح وَالْخَيْر، وقد خلط ابن عبد الملك المراكشي بينها وبين السيدة الحرة حواء بنت تاشفين عندما ذكر أن الأعمى التطيلي قد مدحها. كان لها دورٌ بارزٌ في إثراء الحياة الأدبية في مراكش وفي إشبيلية. فقد كانت تحضر مجالس الشعراء والأدباء وتقرض الشعر.